# Aproximante alveolar
A aproximante alveolar é um tipo de som consonantal usado em algumas línguas faladas. O símbolo no Alfabeto Fonético Internacional que representa os aproximados alveolar e pós-alveolar é ⟨ɹ⟩, uma letra r minúscula rodada 180 graus. O símbolo X-SAMPA equivalente é r\.
O som mais comum representado pela letra r em inglês é o aproximante pós-alveolar sonoro, pronunciado um pouco mais atrás e transcrito mais precisamente no AFI como ⟨ɹ̠⟩, mas ⟨ɹ⟩ é frequentemente usado por conveniência em seu lugar. Para facilitar ainda mais a composição, as transcrições fonêmicas do inglês podem usar o símbolo ⟨r⟩, embora esse símbolo represente o vibrante múltipla alveolar na transcrição fonética.

## Características
- Seu modo de articulação é aproximante, o que significa que é produzida pelo estreitamento do trato vocal no local da articulação, mas não o suficiente para produzir uma corrente de ar turbulenta.[1]
- Seu ponto de articulação é alveolar, o que significa que é articulado com a ponta ou a lâmina da língua na crista alveolar, denominada respectivamente apical e laminal.
- Sua fonação é sonora, o que significa que as cordas vocais vibram durante a articulação.
- É uma consoante oral, o que significa que o ar só pode escapar pela boca.
- O mecanismo da corrente de ar é pulmonar, o que significa que é articulado empurrando o ar apenas com os pulmões e o diafragma, como na maioria dos sons.

## Ocorrência

### Alveolar
| Língua              | Língua                                                                   | Palavra    | AFI             | Significado | Notas |
| ------------------- | ------------------------------------------------------------------------ | ---------- | --------------- | ----------- | --- |
| Albanês             | Albanês                                                                  | gjelbër    | [ˈɟʑɛlbəɹ]      | Verde       | |
| Armênio             | Clássico                                                                 | սուրճ      | [suɹtʃ]         | Café        | |
| Assamês             | Padrão                                                                   | ৰঙা (rônga) | [ɹɔŋa]          | Vermelho    | |
| Assírio neoaramaico | Dialeto alqosh                                                           | ܪܒ         | [ɹɑbɑ]          | Muitos      | Corresponde a /ɾ/ na maioria dos outros dialetos assírios. |
| Assírio neoaramaico | Dialeto tyari                                                            |            |                 | Muitos      | Corresponde a /ɾ/ na maioria dos outros dialetos assírios. |
| Bengali             | Bengali                                                                  | আবার        | [abaɹ]          | De novo     | Realização fonética de /r/ em alguns dialetos orientais. Corresponde a [r ~ ɾ] em outros.                                                                                 |
| Birmanês            | Birmanês                                                                 | တိရစ္ဆာန်      | [təɹeɪʔsʰàɴ]    | Animal      | Ocorre apenas em empréstimos, principalmente em Pali ou Inglês. |
| Chukchi             | Chukchi                                                                  | ңирэк      | [ŋiɹek]         | Dois        | |
| Dahalo              | Dahalo                                                                   | [káð̠˕i]    | [káð̠˕i]         | Trabalho    | Apical. É um alofone intervocálico comum de /d̠/ e pode ser uma fricativa fraca [ð̠] ou simplesmente uma plosiva [d].                                                       |
| Dinamarquês         | Padrão                                                                   | ved        | [ve̝ð̠˕ˠ]         | Em          | Velarizado e laminal; alofone de /d/ na coda da sílaba. Para uma minoria de falantes, pode ser uma fricativa não sibilante.                                               |
| Holandês            | Holandês central                                                         | door       | [doːɹ]          | Através     | Alofone de /r/ na coda da sílaba para alguns alto-falantes. |
| Holandês            | Holandês ocidental                                                       | door       | [doːɹ]          | Através     | Alofone de /r/ na coda da sílaba para alguns alto-falantes. |
| Holandês            | Leiden                                                                   | rat        | [ɹat]           | Rato        | Corresponde a /r/ em outros dialetos. |
| Faroês              | Faroês                                                                   | róður      | [ɹɔuwʊɹ]        | Leme        | |
| Alemão              | Franconiano moselle (Siegerlandês e Westerwald)                          | Rebe       | [ˈɹeːbə]        | Videira     | A maioria dos outros dialetos usam uma fricativa uvular sonora [ʁ] ou um trinado uvular [ʀ].                                                                              |
| Alemão              | Silesiano                                                                | Rebe       | [ˈɹeːbə]        | Videira     | A maioria dos outros dialetos usam uma fricativa uvular sonora [ʁ] ou um trinado uvular [ʀ].                                                                              |
| Alemão              | Lusácio superior                                                         | Rebe       | [ˈɹeːbə]        | Videira     | A maioria dos outros dialetos usam uma fricativa uvular sonora [ʁ] ou um trinado uvular [ʀ].                                                                              |
| Grego               | Grego                                                                    | μέρα méra  | [ˈmɛɹɐ]         | Dia         | Alofone de /ɾ/ na fala rápida ou casual e entre vogais. |
| Islandês            | Islandês                                                                 | bróðir     | [ˈprou̯ð̠˕ir]     | Irmão       | Normalmente apical. |
| Limburguês          | Dialeto montfortiano                                                     | maintenant | [ˈmæ̃ːn˦ð̠˕ənɑ̃ː˨] | Agora       | |
| Persa               | Persa                                                                    | فارسی      | [fɒːɹˈsiː]      | Persa       | Alofone de /ɾ/ antes de /d/, /l/, /s/, /ʃ/, /t/, /z/, e /ʒ/. |
| Português           | Múltiplos dialetos, principalmente do interior do Centro-Sul brasileiro. | amor       | [aˈmoɹˠ]        | Amor        | Alofone de /ɾ ~ ʁ/ na coda da sílaba. Velarizado, também pode ser retroflexa, pós-alveolar e/ou vogal rótica.                                                             |
| Português           | Brasileiro geral                                                         | marketing  | [ˈmaɹˠke̞tɕĩɰ̃]   | Marketing   | Aparece em empréstimos, mesmo por falantes que não o usam como um alofone de /ɾ ~ ʁ/. Geralmente não aparece em posição inicial ou final, por exemplo trailer [ˈtɾejle̞ʁ]. |
| Português           | Algumas variantes com prestígio.                                         | permitir   | [peɹˠmiˈtɕiɹˠ]  | Permitir    | Geralmente excluído em infinitivos verbais em registros mais coloquiais. Pode ser substituído por [ɾ] ou R gutural.                                                       |
| Espanhol            | Andaluz                                                                  | doscientos | [do̞ɹˈθje̞n̪t̪o̞s]   | Duzentos    | Alofone de /s/ antes de [θ]. |
| Espanhol            | Belizeano                                                                | invierno   | [imˈbjeɹno]     | Inverno     | Possível realização de /r/ na coda da sílaba. |
| Espanhol            | Espanhol porto-riquenho                                                  | invierno   | [imˈbjeɹno]     | Inverno     | Possível realização de /r/ na coda da sílaba. |
| Espanhol            | Costa-riquenho                                                           | hierro     | [ˈjeɹo]         | Ferro       | Correspondendo a [r] em outros dialetos. |
| Sueco               | Padrão central                                                           | starkast   | [ˈs̪t̪äɹːkäs̪t̪]    | Mais forte  | Alofone de /r/. Alguns alto-falantes têm [ɾ] ([r] quando geminados) em todas as posições.                                                                                 |
| Tagalo              | Tagalo                                                                   | parang     | [paɹaŋ]         | Gostar de   | Alofone do mais tradicional [r] usado pelos falantes mais jovens, mais alfabetizados em inglês.                                                                           |
| Turco               | Alguns falantes                                                          | artık      | [aɹtɯk]         | Excesso     | Ocorre como um alofone de [ɾ] na coda da sílaba, em variação livre com o [ɹ̠] pós-alveolar.                                                                                |
| Vietnamita          | Saigon                                                                   | ra         | [ɹa]            | Saia        | Em variação livre com [ɾ], [r] e [ʐ]. |
| Zapoteco            | Tilquiapano                                                              | rdɨ        | [ɹd̪ɨ]           | Passar      | Alofone de /ɾ/ antes de consoantes. |

### Pós-alveolar
| Língua    | Língua                          | Palavra            | AFI          | Significado        | Notas |
| --------- | ------------------------------- | ------------------ | ------------ | ------------------ | --- |
| Inglês    | Australiano                     | red                | [ɹ̠ʷed]       | Vermelho           | Frequentemente labializado. Também pode ser um aproximante retroflex labializado. Por conveniência, é frequentemente transcrito ⟨r⟩. |
| Inglês    | Maioria dos dialetos americanos | red                | [ɹ̠ʷɛd]ⓘ      | Vermelho           | Frequentemente labializado. Também pode ser um aproximante retroflex labializado. Por conveniência, é frequentemente transcrito ⟨r⟩. |
| Inglês    | Received Pronunciation          | red                | [ɹ̠ʷɛd]ⓘ      | Vermelho           | Frequentemente labializado. Também pode ser um aproximante retroflex labializado. Por conveniência, é frequentemente transcrito ⟨r⟩. |
| Ibo       | Ibo                             | rí                 | [ɹ̠í]         | Comer              | |
| Maltês    | Alguns dialetos                 | malajr             | [mɐˈlɐjɹ̠]    | Rapidamente        | Corresponde a [r] em outros dialetos.                                                                                                |
| Shipibo   | Shipibo                         | roro               | [ˈd̠ɹ̠o̽ɾ̠o̽]     | Quebrar em pedaços | Pré-parado. Possível realização inicial de palavra de /r/.                                                                           |
| Tailandês | Bangkok                         | กรุงเทพ / Krungthep | [kɹ̠ʊ̄ŋ.tʰɪ̂p̚]ⓘ | Bangkok            | Alofone com o aproximante alveolar [ɹ]. Contraste com a forma padrão que pronuncia trilo alveolar [r].                               |